# Austrocylindropuntia floccosa
Austrocylindropuntia floccosa ist eine Pflanzenart in der Gattung Austrocylindropuntia aus der Familie der Kakteengewächse (Cactaceae). Das Artepitheton floccosa leitet sich vom lateinischen Wort floccose ab und bedeutet ‚mit Büscheln aus weichen Haaren‘. Es verweist auf die borstig-haarigen Glochiden der Art. Orator Fuller Cook bezeichnete in einem Artikel von 1917 die Pflanzen aufgrund ihrer Erscheinung als „Polar Bear Cactus“ (Eisbärkaktus).

## Beschreibung
Austrocylindropuntia floccosa wächst reicht verzweigt und bildet breite Matten oder kompakte Polster. Die kurz zylindrischen, manchmal ellipsoiden bis fast kugelförmigen Triebabschnitte sind bis zu 15 Zentimeter lang. Auf ihnen befinden sich spiralförmig angeordnete Höcker. Aus den darauf befindlichen Areolen entspringen bogige, ineinander verwobene oder gerade, glochidenartige, mehrreihige Haare, die auch fehlen können. Die ziemlich lange ausdauernden, dunkelgrünen Blattrudimente sind pfriemlich und bis zu 7 Millimeter lang. Dornen sind nur wenige vorhanden. Oft sind es zwei. Sie sind abstehend, priemlich, gelb und gerade. Ihre Länge beträgt etwa 2 Zentimeter.
Die gelben oder orangen Blüten sind 2,5 bis 3 Zentimeter lang. Das Perikarpell ist zur Spitze hin mit unbedornten Areolen besetzt. Die gestutzt-kugelförmigen, manchmal gehöckerten Früchte sind nur wenig behaart. Sie erreichen etwa 3 Zentimeter Durchmesser und sind zwischen den Triebabschnitten verborgen.

## Verbreitung, Systematik und Gefährdung
Das Verbreitungsgebiet von Austrocylindropuntia floccosa reicht vom Norden Perus bis in die bolivianischen Departamentos La Paz und Cochabamba, wo sie in den Hochlandgebieten der Anden in Höhenlagen von 3500 bis 4600 Metern verbreitet ist.
Die Erstbeschreibung als Opuntia floccosa durch Joseph zu Salm-Reifferscheidt-Dyck wurde 1845 veröffentlicht. Friedrich Ritter stellte die Art 1981 in die Gattung Austrocylindropuntia. Weitere nomenklatorische Synonyme sind Tephrocactus floccosus (Salm-Dyck) Backeb. (1936), Maihueniopsis floccosa (Salm-Dyck) R.Kiesling (1998) und Andinopuntia floccosa (Salm-Dyck) Guiggi (2011).
In der Roten Liste gefährdeter Arten der IUCN wird die Art als „Least Concern (LC)“, d. h. als nicht gefährdet geführt.

## Nachweise